# O přírodě

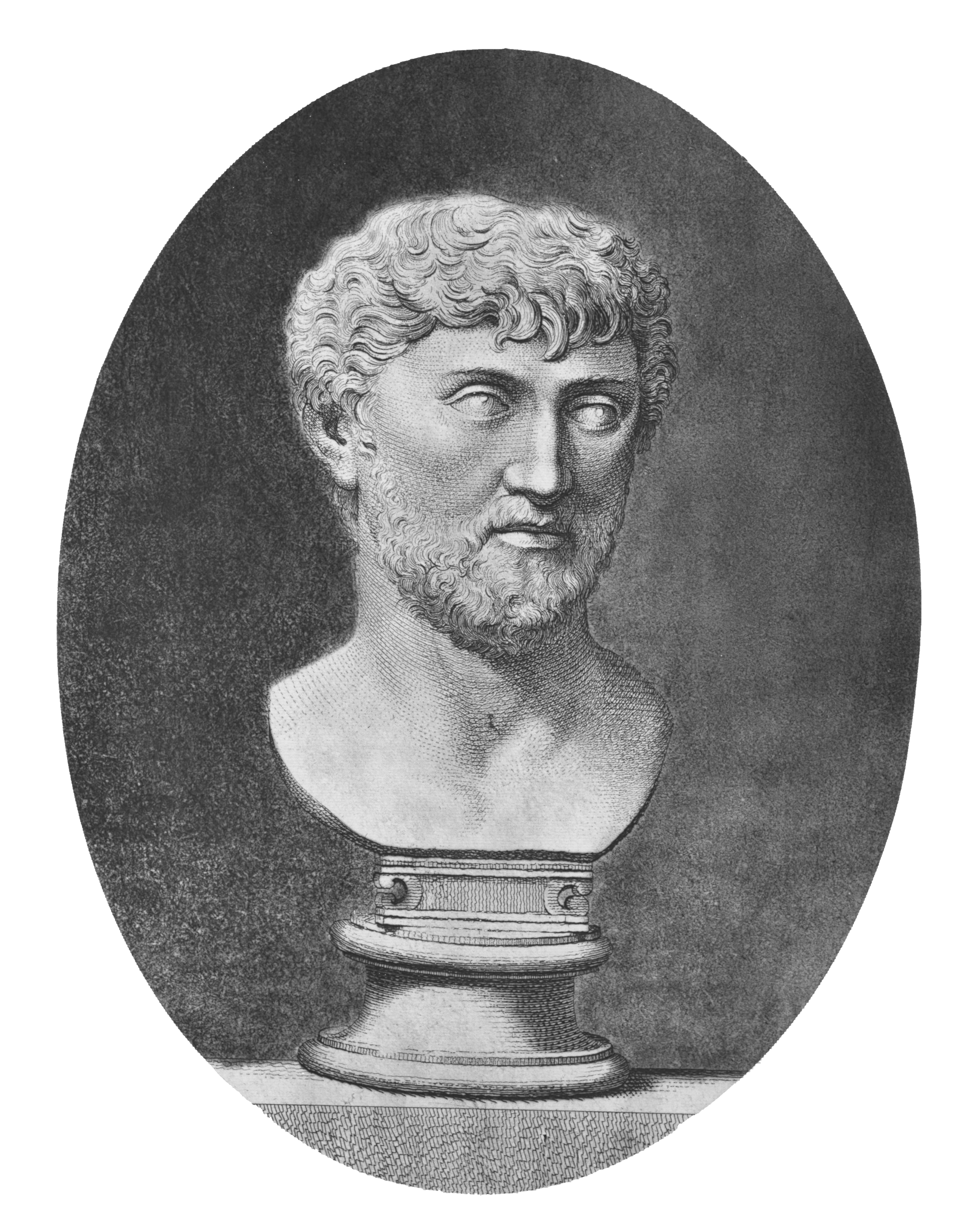
Busta Lucretia, autora díla

O přírodě, latinsky De rerum natura, je didaktická báseň z 1. století př. n. l. římského básníka a filosofa Tita Lucretia Cara, jejímž cílem je vysvětlení epikurejské filosofie římskému publiku. Báseň obsahuje sedm tisíc čtyři sta daktylových hexametrů a je rozdělena do šesti knih. Vysvětuje epikurejskou fyziku skrze poetický jazyk a metafory, konkrétně se zabývá principy atomismu, povahou mysli, duše, smyslového vnímání a myšlení, vývojem světa a jeho fenoménů a vysvětlením nebeských a pozemských jevů. Svět v ní popsaný funguje na základě těchto fyzikálních principů jež jsou řízeny fortunou „náhodou“, nikoliv skrze zásahy tradičních římských božstev.
Český překlad byl pořízen z latinského originálu vydaného J. Martinem v Lipsku roku 1936. Text přeložila, úvod napsala a poznámkami a rejstříkem doplnila Julie Nováková. Knihu vydalo Nakladatelství Svoboda v roce 1971 jako 12. svazek edice Antická knihovna.